# Guido Westerwelle
Guido Westerwelle (født 27. december 1961 i Bad Honnef, Nordrhein-Westfalen, Tyskland, død 18. marts 2016 i Köln, Nordrhein-Westfalen) var en tysk politiker fra det liberale parti FDP. Fra 2009 til 2013 var han Tysklands udenrigsminister.
Westerwelle har en doktorgrad i jura og arbejdede som advokat i Bonn fra 1991 til 1996, hvor han blev valgt til Bundestag. Han var i sine unge år med til at grundlægge FDP's ungdomsorganisation, Junge Liberale, som han var formand for fra 1983 til 1988. Efter at have været medlem af FDP's ledelse blev siden 1988 blev han partiets generalsekretær i 1994 og partiformand i 2001. Ved forbundsdagsvalget i 2002 blev han FDP's kanslerkandidat – den første og hidtil eneste, partiet har haft af slagsen. Fra maj 2006 var han formand for FDP's gruppe i Bundestag. 
Efter Forbundsdagsvalget 2009 blev han udenrigsminister og vicekansler under regeringen Angela Merkel II. I maj 2011 efterfulgte ham Philipp Rösler som vicekansler og partiformand.
Ved Forbundsdagsvalget 2013 kom FDP ikke over spærregrænsen, og så er partiet ikke mere repræsenteret i parlamentet og regeringen. Den 17. december 2013 blev Westerwelle efterfulgt af Frank-Walter Steinmeier fra SPD som udenrigsminister under regeringen Angela Merkel III.
Privat levede Westerwelle i et registreret partnerskab med forretingsmanden Michael Mronz. I juni 2014 blev han diagnosticeret med akut myeloid leukæmi og døde af sygdommen i marts 2016, 54 år gammel.